# Яванци
Яванците са народ, коренно население на остров Ява, те съставляват 41,7% от населението на Индонезия и са най-голямата етническа група в страната.

## Език
Яваците говорят на явански език, който е част от австронезийското езиково семейство